# Parafia Matki Bożej Królowej Męczenników w Suwałkach
Parafia Matki Bożej Królowej Męczenników w Suwałkach – parafia rzymskokatolicka, znajdująca się w diecezji ełckiej, w dekanacie Suwałki – Ducha Świętego. Erygowana została w dniu 3 maja 2019 roku przez biskupa ełckiego Jerzego Mazura.